# Hiệp hội Làng nghề Việt Nam
Hiệp hội Làng nghề Việt Nam là tổ chức xã hội nghề nghiệp phi chính phủ phi lợi nhuận của những người và các làng nghề, phố nghề truyền thống, các doanh nghiệp, tổ chức kinh tế, văn hóa có tâm huyết giữ gìn, bảo tồn và phát triển các làng nghề, phố nghề ở Việt Nam. Hiệp hội dịch tên ra tiếng Anh là Vietnam Association of Craft Villages, viết tắt là VICRAFTS .
Điều lệ của Hiệp hội được Bộ Nội vụ phê duyệt tại quyết định số 67/2005/QĐ-BNV ngày 11 tháng 7 năm 2005 . Điều lệ sửa đổi hiện hành được Bộ Nội vụ phê duyệt tại quyết định số 678/QĐ-BNV ngày 30 tháng 7 năm 2012 .
Hiệp hội có trụ sở tại địa chỉ số 2/14  phố Hoa Lư, phường Lê Đại Hành, quận Hai Bà Trưng, thành phố Hà Nội.

## Mục đích
Mục đích của Hiệp hội là tập hợp, đoàn kết các làng nghề, các tổ chức kinh tế, văn hoá, các nghệ nhân trong làng nghề, phố nghề, các nhà quản lý, nhà khoa học, nhà văn hoá, các cơ quan nghiên cứu, đào tạo để cùng với các cơ quan Nhà nước thực hiện chủ trương của Đảng, Nhà nước về khôi phục và phát triển làng nghề, góp sức bảo tồn, phát triển làng nghề Việt Nam; Thực hiện liên kết, hợp tác giữa các tổ chức kinh tế - kỹ thuật trong sản xuất, kinh doanh, dịch vụ nâng cao giá trị sản phẩm, giá trị văn hóa của các mặt hàng của làng nghề; hỗ trợ nhau trong việc mở rộng thị trường, tiêu thụ sản phẩm.

## Xuất bản
Hiệp hội xuất bản Thời báo Làng nghề Việt, nay là Tạp chí Làng nghề Việt Nam. Phiên bản online là Tạp chí điện tử Làng nghề Việt Nam đề cập tin tức tổng hợp trong nước và quốc tế hàng ngày.

## Bất cập
Hiệp hội Làng nghề, cũng như một số hiệp hội đa ngành có lĩnh vực hoạt động rộng và có lượng hội viên tiềm năng cao, thì lẽ ra hoạt động phải bao trùm nhiều ngành nghề trong phạm vi cả nước.
Tuy nhiên thông tin về lượng hội viên thực có lại rất nghèo nàn.